# 阿蒂費特·亞希雅加

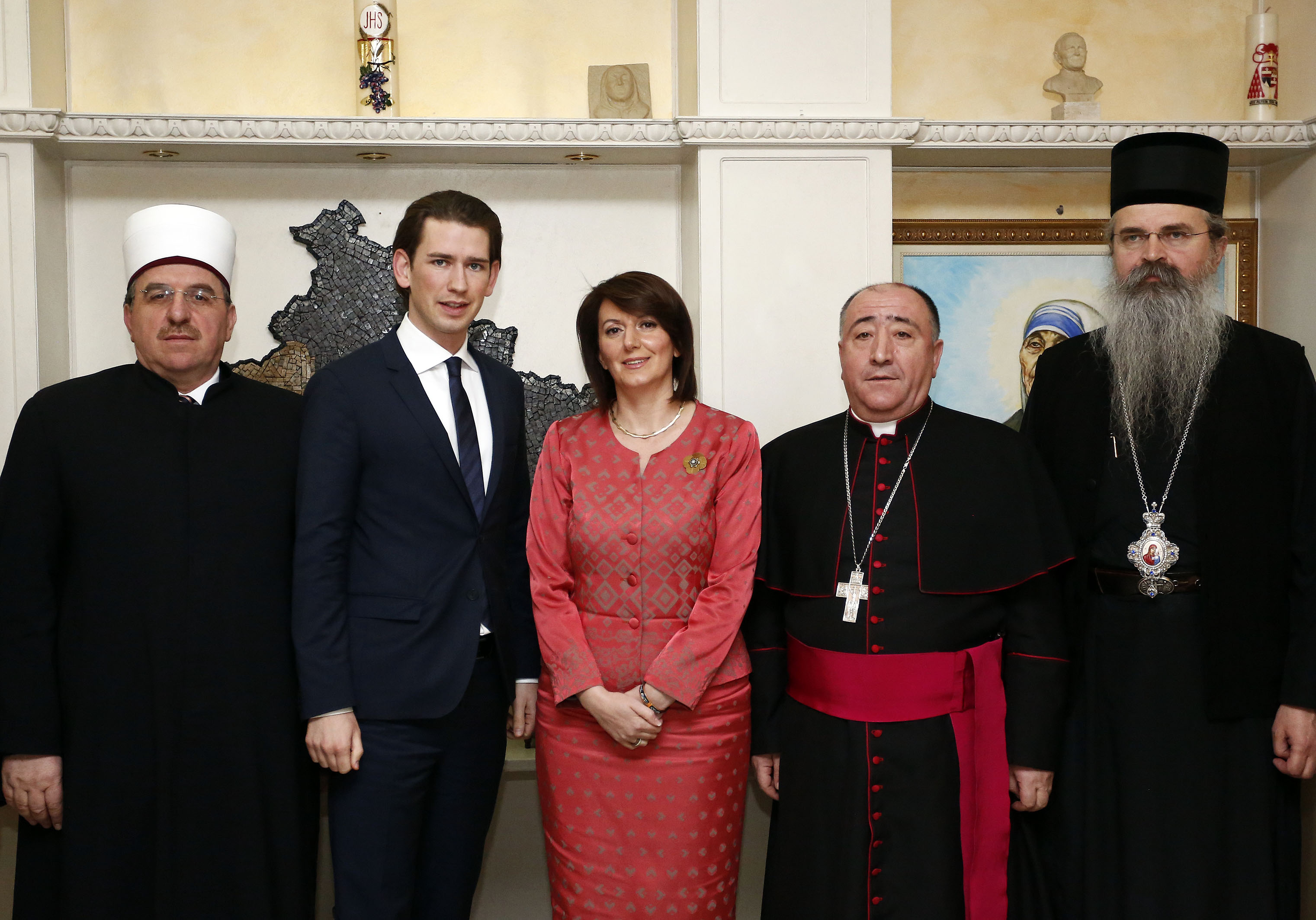

阿蒂費特·亞希雅加（發音：[atiˈfɛtɛ jahˈjaɡa]；1975年4月20日—）是前任科索沃總統，亦是科索沃自2008年獨立以來首位女總統。亞希雅加原為警察部隊副總指揮，過去從無從政經驗，不過前任總統贝赫杰特·帕乔利被判選舉違憲無效，因此下台，故以科索沃民主黨為首的執政聯盟和主要反對黨科索沃民主聯盟推出亞希雅加，結果在國會中以80票支持、零票反對的結果擊敗其他兩名競選對手。

## 生平
亚希亚加2000年毕业于普里什蒂纳大学法学系。2006年至2007年，她入读英国莱斯特大学警察管理和刑法研究生班。后赴美国弗吉尼亚大学犯罪学研究生班学习，曾在美国的德国“乔治·马歇尔”安全问题欧洲研究中心、联邦调查局国家学院和司法部进修。
亚希亚加毕业后的10多年间，其工作基本与警察有关。她是科索沃警察局的第一批警察，也是最专业的警官之一。
| 官衔                            | 官衔                      | 官衔               |
| ------------------------------- | ------------------------- | ------------------ |
| 前任者： 亚库普·克拉斯尼奇 代理 | 科索沃总统 2011年－2016年 | 繼任者： 哈辛·塔奇 |